# Лакатос, Имре
И́мре Ла́катос (по-венгерски Лакатош — венг. Lakatos Imre, настоящие имя и фамилия Авру́м Ли́пшиц; 9 ноября 1922, Дебрецен — 2 февраля 1974, Лондон) — английский философ венгерского происхождения, один из представителей постпозитивизма и критического рационализма.

## Биография
Родился в Дебрецене в еврейской семье. Вначале поступил на факультет юриспруденции, но затем сменил сферу интересов и изучал физику, математику и философию в Дебреценском университете. Ученик Дьёрдя Лукача.
Во время Второй мировой войны был участником антифашистского Сопротивления, стал коммунистом и вместе со своей девушкой Эвой Ревес сформировал подпольную марксистскую группу. В это же время из-за начавшихся преследований евреев (его мать и бабушка погибли в Освенциме) был вынужден сменить фамилию на Молнар (по-венгерски — Мельник), затем на Лакатош (эту же фамилию носил премьер-министр Геза Лакатош, выступивший против уничтожения венгерских евреев). Существует и другая точка зрения, по которой «пролетарскую» фамилию Лакатош (Слесарь) он принял, устроившись на работу в правительство Венгерской народной республики. В русскоязычной традиции принято передавать его псевдоним как Лакатос.
После войны учился в аспирантуре Московского университета под руководством С. А. Яновской. Короткое время был функционером департамента культуры в Министерстве образования коммунистической Венгрии. В это время он находился под сильным влиянием идей своих соотечественников Дьёрдя Лукача, Дьёрдя Пойи (Лакатош перевёл на венгерский его книгу «Как решать задачу») и Шандора Карачоня.
Во времена культа личности Матьяша Ракоши в 1950—1953 годах был незаконно репрессирован как «ревизионист» и находился в заключении. Во время Венгерской революции после советского вторжения 25 ноября 1956 года бежал на Запад через Австрию. С 1958 года постоянно жил в Великобритании. В 1961 году защитил диссертацию в Кембриджском университете. С 1969 года — профессор Лондонской школы экономики и политических наук (с 1960 работал там под началом К. Поппера). Ученик К. Поппера, с которым впоследствии наиболее разругался — из-за критики попперианства, которая, по оценке самого оного основоположника, означала бы, в случае верности, что его «философия науки была бы не только полностью ошибочной, но и оказалась бы совершенно неинтересной».
Умер в 1974 году в возрасте 51 года от кровоизлияния в мозг.

## Методология исследовательских программ
Лакатос — автор теории и методологии научно-исследовательских программ, в рамках которых, вслед за Карлом Поппером, развил принцип фальсификации до степени, названной им утончённым фальсификационизмом. Теория Лакатоса направлена на изучение движущих факторов развития науки, она продолжает и вместе с тем оспаривает методологическую концепцию Поппера, полемизирует с теорией Томаса Куна.
Лакатос описал науку как конкурентную борьбу «научно-исследовательских программ», состоящих из «жёсткого ядра» априорно принятых в системе фундаментальных допущений, не могущих быть опровергнутыми внутри программы, и «предохранительного пояса» вспомогательных гипотез ad hoc, видоизменяющихся и приспосабливающихся к контрпримерам программы. Эволюция конкретной программы происходит за счёт видоизменения и уточнения «предохранительного пояса», разрушение же «жёсткого ядра» теоретически означает отмену программы и замену её другой, конкурирующей.
Главным критерием научности программы Лакатос называет прирост фактического знания за счёт её предсказательной силы. Пока программа даёт прирост знания, работа учёного в её рамках «рациональна». Когда программа теряет предсказательную силу и начинает работать только на «пояс» вспомогательных гипотез, Лакатос предписывает отказаться от её дальнейшего развития. Однако при этом указывается, что в отдельных случаях исследовательская программа переживает свой внутренний кризис и снова даёт научные результаты; таким образом, «верность» учёного избранной программе даже во время кризиса признаётся Лакатосом «рациональной».

## Метод рациональных реконструкций
Метод рациональных реконструкций истории науки применён Лакатосом в книге Доказательства и опровержения к истории доказательств теоремы Декарта—Эйлера—Коши о соотношении между числом вершин, рёбер и граней произвольного многогранника. При этом в подстрочных примечаниях Лакатос даёт более широкую картину истории математики, особенно — истории математического анализа и программ обоснования математики в XIX и начале XX века. Лакатос обсуждает историю математики как цепочку, в которой
«проверка обычного доказательства часто представляет очень деликатное предприятие, и, чтобы напасть на „ошибку“, требуется столько же интуиции и счастья, сколько и для того, чтобы натолкнуться на доказательство; открытие „ошибок“ в неформальных доказательствах иногда может потребовать десятилетий, если не столетий. Неформальная квазиэмпирическая математика не развивается как монотонное возрастание количества несомненно доказанных теорем, но только через непрерывное улучшение догадок при помощи размышления и критики, при помощи логики доказательств и опровержений».
Сама книга написана не в форме исторического исследования, а в форме школьного диалога. Используя диалогический метод, Лакатос искусственно конструирует проблемную ситуацию, в которой происходит формирование понятия «эйлерового многогранника». Рациональная реконструкция у Лакатоса не воспроизводит все детали реальной истории, но создается специально в целях рационального объяснения развития научного знания.
Как отмечает Теодор Арабацис, Лакатос предпринял раннюю попытку привлечь философию науки на службу интерпретации истории, однако его философско-исторический проект оскорбил чувства историков науки. Его методология, как характеризует ее Арабацис, была направлена на ретроспективное обоснование суждений научной элиты.

## Сочинения
- Доказательства и опровержения. Как доказываются теоремы. www.math.ru. Дата обращения: 12 января 2019.. Пер. И. Н. Веселовского.— М.: Наука, 1967.
- Фальсификация и методология научно-исследовательских программ. filosof.historic.ru. Дата обращения: 12 января 2019..— М.: Медиум, 1995.
- История науки и её рациональные реконструкции. filosof.historic.ru. Дата обращения: 12 января 2019. // Прил. к кн.: Кун Т. Структура научных революций.— М.: АСТ, 2001.
- Избранные произведения по философии и методологии науки.— М.: Академический проект, 2008.
- Наука и псевдонаука. www.nsu.ru. Дата обращения: 12 января 2019.. (Выступление в радиопрограмме Открытого университета 30 июня 1973 г.)
- Бесконечный регресс и обоснования математики. — В кн.: Современная философия науки: знание, рациональность, ценности в трудах мыслителей Запада. Хрестоматия. — М.: Логос, 1996. — 2-е изд. — С. 106—135. — 400 с. — Тираж 6000 экз. — ISBN 5-88439-061-0.